# Floréal Martorell
Floréal Martorell (10 d'octubre de 1956) és un productor musical francès, conegut per la seva tasca en la promoció de la música en la llengua auxiliar internacional esperanto.
Floréal és fill de l'anarquista català Alfons Martorell i Gavaldà nascut a Reus l'any 1918 (l'autobiografia del qual va ser editada en 2003 per la Fundació Anselmo Lorenzo), exiliat després de la guerra civil espanyola a Tolosa de Llenguadoc, on viu el seu fill Floréal. Alfons Martorell passà pels camps de concentració d'Argelers i Sant Cebrià, on aprengué esperanto, llengua que esdevindria fonamental en la carrera professional de Floréal.
Floréal va marxar al nord d'Europa el 1976 per evitar fer el servei militar. Va viatjar per Bèlgica, Països Baixos, Alemanya, Dinamarca i Suècia. En aquest viatge va entrar en contacte per primer cop amb esperantistes. Quan els socialdemòcrates guanyen les eleccions a França i faciliten l'amnistia, Floréal Martorell retorna al seu país. El 1980 els seus pares es jubilen i Floréal Martorell decideix transformar la granja dels seus pares en un estudi musical a Donneville el 1980. Va conèixer el músic Jean-Marc Leclercq i el 1981 va fundar el Collectif d'Activités Musicals (CAM), entitat que va dirigir fins al 1987 i en el si de la qual va organitzar concerts i espectacles.
El 1987 va aprendre l'idioma internacional esperanto i va començar a organitzar activitats que unissin aquesta llengua amb la música rock, incloent-hi un programa de ràdio que feia a l'emissora FMR. El 1988, amb diversos amics músics, va fundar l'associació EUROKKA. El 1990 va crear la productora Vinilkosmo i la revista Rok-gazet', i posteriorment va començar la seva tasca d'organització d'esdeveniments musicals a trobades esperantistes. Vinilkosmo s'ha convertit des de llavors en la principal productora de música en esperanto, no només de rock, sinó de qualsevol tipus de música. Entre els músics que han gravat amb Vinilkosmo destaquen el cantant congolès Zhou-Mack Mafuila i Kaj Tiel Plu, la formació del violinista català Ferriol Macip.